# John William Kelley
John William Kelley (nacido en 1963) es un asesino en serie y violador estadounidense. Luego de su arresto en 2012 por la violación y asesinato de una autoestopista en Ben Lomond, California, en 1986, también confesó haber asesinado a una pareja dos años después en el Parque Estatal Jedediah Smith, cerca de Crescent City. Por todos sus crímenes, recibió tres cadenas perpetuas, las que actualmente cumple en la Institución Correccional de California.

## Crímenes sexuales
En septiembre de 1986, Kelly fue condenado por estupro en el condado de Santa Clara, delito por el que pasó 90 días tras las rejas y tres años en libertad condicional. Después de su liberación, se casó y se estableció en Ben Lomond.
Años más tarde, en mayo de 1995, fue nuevamente arrestado por violación en Eureka. Ocurrió cuando él se ofreció a llevar a una conocida que necesitaba hacer algunos mandados, pero en un momento dado, pararon en casa de Kelley, donde él procedió a violarla. Por este delito, Kelley fue encarcelado por seis años y tuvo que registrarse como agresor sexual.

## Asesinatos

### Annette Thur
Annette Kulovitz (solía usar el apellido de su padrastro, Thur) era una chica de 16 años que vivía con su novio y la familia de este en Ben Lomond. Si bien era inteligente y simpática, tenía antecedentes por huir de casa y se rehusaba a volver con sus padres, quienes habían optado por mudarse a Fort Wayne, Indiana, puesto que los costos de vida eran menores. No obstante, Annette decidió quedarse en Ben Lomond. El 6 de diciembre de 1986, mientras regresaba de una fiesta en Boulder Creek, Thur decidió hacer autoestop para volver a casa, y fue recogida por Kelley a primera hora de la mañana. Kelley la llevó hasta su casa en Ben Lomond, donde la violó, sodomizó y por último la estranguló hasta matarla. Para deshacerse del cuerpo, lo arrojó en un terraplén a lo largo de Skyline Boulevard, donde fue prontamente encontrado por un turista que admiraba el paisaje.
Aunque al principio la policía sospechó que Thur había muerto por una sobredosis de droga, y que posiblemente sus amigos se habían deshecho del cuerpo para evitar meterse en problemas, la teoría terminó siendo descartada. A consecuencia de la falta de sospechosos viables, el caso quedó sin resolver.

### Douglas y Rozina Anderson
El 14 de agosto de 1988, Douglas Neal Anderson, de 26 años, y su esposa, Rozina Anne, de 31 años, salieron de su casa en Lake Oswego, Oregón, para acampar en el norte de California. Se encontraban acampando en el Parque Estatal Jedediah Smith cuando Kelley se topó con la pareja. Este comenzó golpear la furgoneta aparcada, intentando que la pareja saliera del vehículo. Cuando abrieron la puerta para tratar de razonar con Kelley, este obligó a Douglas a desnudarse y le disparó tres veces; luego obligó a Rozina a desnudarse, la violó y por último le disparó, matándola, antes de huir. Poco después, un turista se percató de que el cocker spaniel de la pareja estaba atado afuera de la furgoneta, y después de decidir ir a comprobar, descubrió que el vehículo tenía agujeros de bala y que despedía un fuerte hedor.
Al igual que el caso de Thur, el doble asesinato quedó sin resolver, ya que se excluyó un robo como móvil y por la falta de sospechosos. El crimen consternó a la pequeña comunidad, la cual tenía un bajo índice de homicidios.

## Juicio y encarcelamiento
En 2012, tras recibir fondos de agencias federales, el laboratorio criminalístico en el condado de San Mateo decidió examinar el ADN del asesino de Thur en CoDIS, el cual coincidió con el de John William Kelley, un violador convicto que vivía en Placerville. Agentes fueron enviados para interrogarle y, al final, fue arrestado y acusado del asesinato de Annette Thur. Más adelante, en su juicio, Kelley no refutó los cargos (nolo contendere), y recibió cadena perpetua sin posibilidad de libertad condicional.
Mientras se encontraba en la cárcel, sorprendió a los investigadores al confesar otros dos asesinatos: los del matrimonio Anderson en agosto de 1988. Kelley dio detalles del crimen, proporcionando información que solo el culpable podría conocer. A raíz de esto, fue extraditado al condado de Del Norte, donde posteriormente fue nuevamente condenado y sentenciado con otras dos cadenas perpetuas. Actualmente se encuentra en la Institución Correccional de California, en Tehachapi.